# 붉은캥거루
붉은캥거루(학명: Macropus rufus)는 캥거루과 캥거루속에 속하는 오스트레일리아 원산 유대류의 일종이다. 모든 유대류 가운데서 으뜸가는 크기를 지닌 동물이며, 더불어 오스트레일리아에 서식하는 육상 포유류 가운데서도 몸집이 큰 편에 속한다. 남부 해안과 동부 해안, 그리고 북부 우림의 비옥한 열대우림 지역을 제외한 오스트레일리아 대륙 전체에 걸쳐서 발견된다.
튼튼하게 발달한 뒷다리로 한 번에 8-9m 거리, 1.8-3m 높이로 뜀박질할 수 있으나 평균적으로는 한 번에 1.2-1.9m를 도약하며, 시력과 청력이 탁월하게 발달해 있다. 풀과 나뭇잎을 먹이로 삼는 초식동물으로, 야생에서의 천적은 새끼들을 잡아먹는 딩고와 독수리 종류, 바다악어를 제외하면 존재하지 않는다. 고기와 모피를 목적으로 법에 따라 제한된 수만큼만 수렵할 수 있다.

## 사진

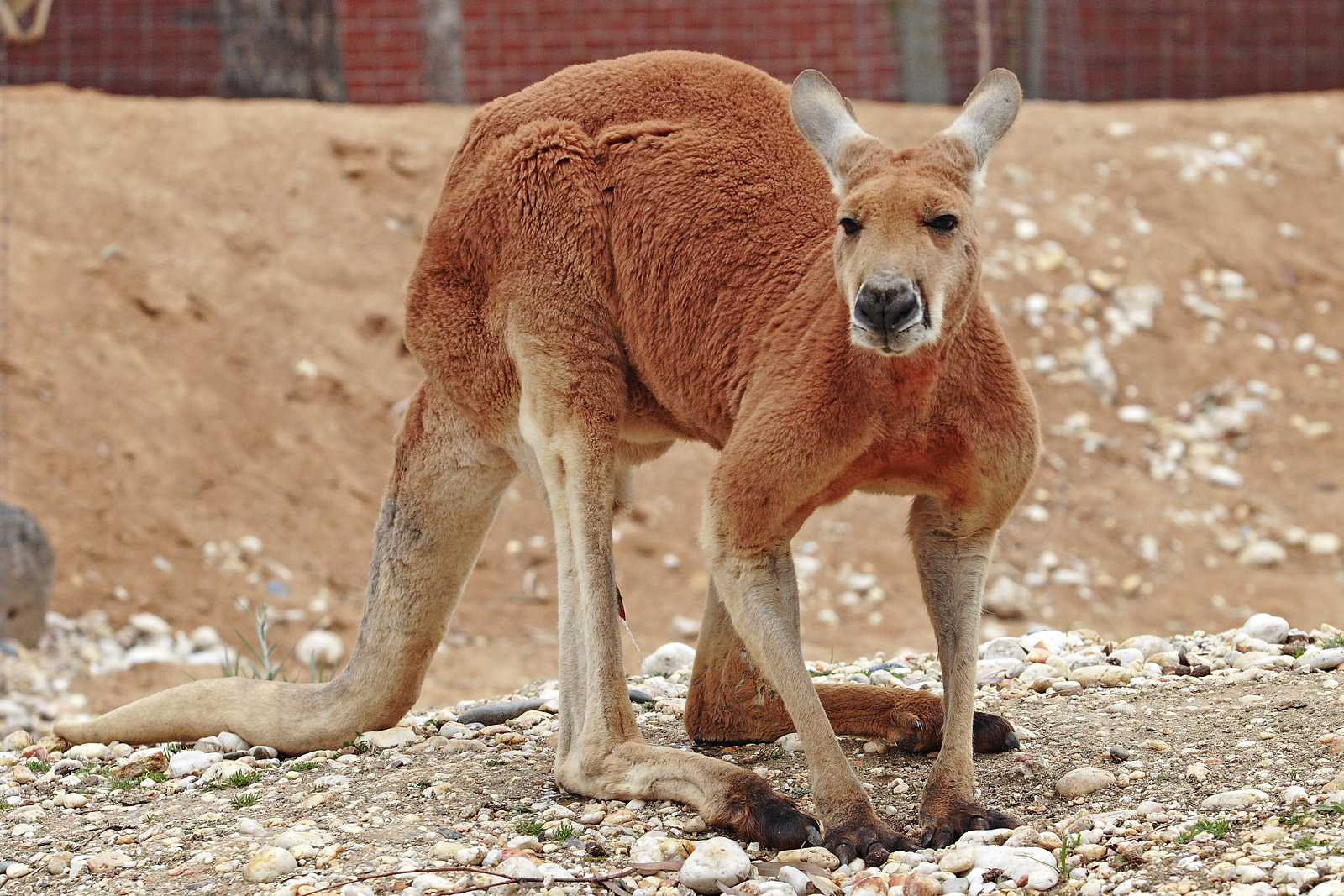
수컷
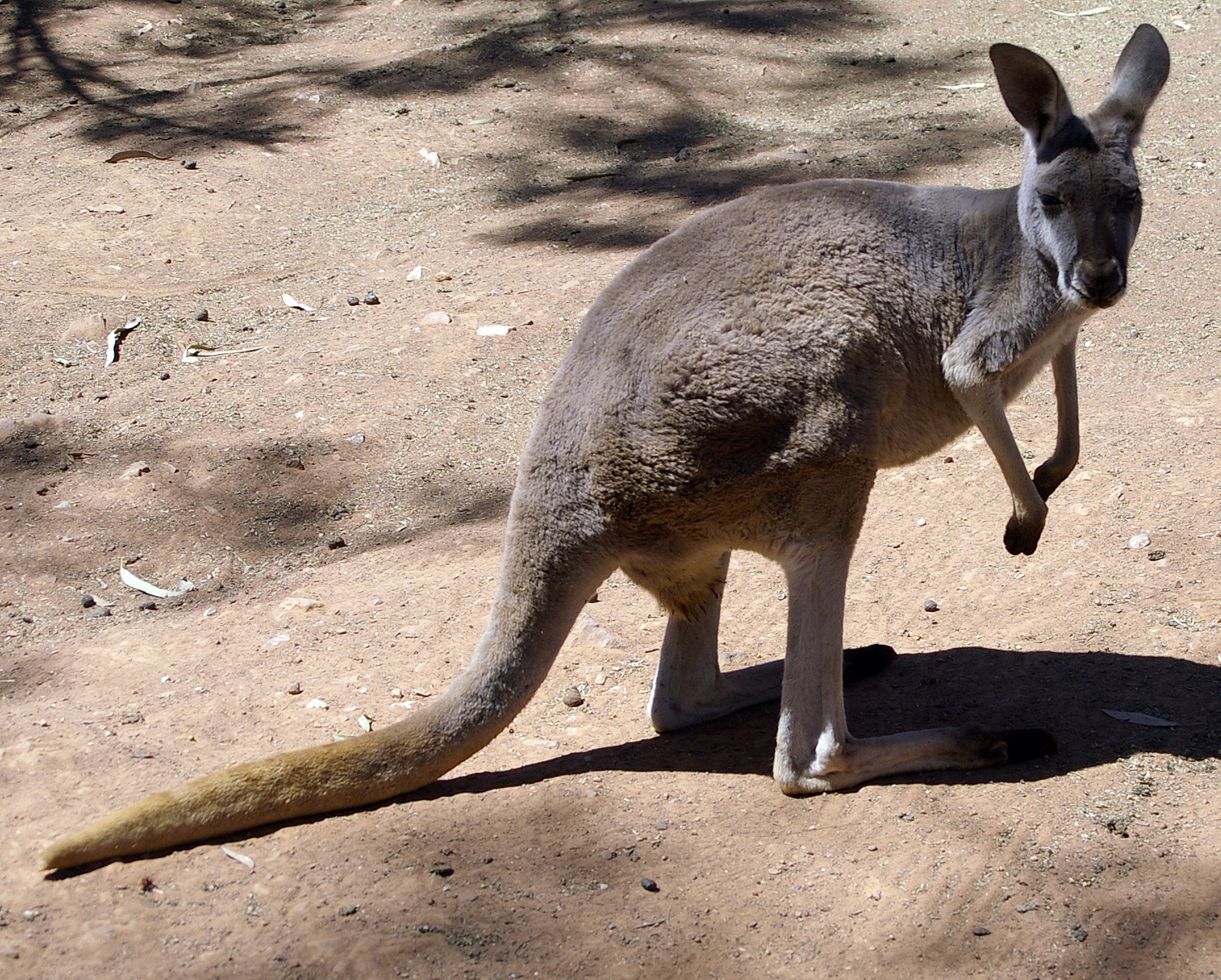
암컷